# Cyathus stercoreus
Cyathus stercoreus, tên thông dụng là tổ chim yêu phân, là một loài nấm trong chi Cyathus, họ Nidulariaceae. Giống như nhiều loài khác trong họ Nidulariaceae, tai nấm của C. stercoreus giống tổ chim đầy trứng. Tai nấm được gọi là tách bắn tóe bởi vì chúng có hình dáng để sử dụng lực lượng của giọt rơi xuống nước để đánh bật và phân tán các bào tử của chúng. Loài này có một phân phối trên toàn thế giới, và thích phát triển trên phân, hoặc đất có chứa phân; tên cụ thể lấy theo tiếng Latinh stercorarius, nghĩa là "thuộc về phân".